# Новокінделька
Новокінде́лька (рос. Новокинделька) — село у складі Новосергієвського району Оренбурзької області, Росія.

## Населення
Населення — 318 осіб (2010; 293 у 2002).
Національний склад (станом на 2002 рік):
- татари — 86 %